# Ochrota somalensis
Ochrota somalensis là một loài bướm đêm thuộc phân họ Arctiinae, họ Erebidae.